# Stefan Persson
Stefan Persson (ur. 4 października 1947) – szwedzki biznesmen i syn Erlinga Perssona, założyciela firmy odzieżowej Hennes & Mauritz (H&M). Od 1982 roku Stefan jest głównym udziałowcem w H&M. Według magazynu Forbes, Persson ma majątek opiewający na 13,5 miliarda dolarów, co czyni go najbogatszą osobą w Szwecji oraz 12. na świecie. W 2009 roku jego syn Karl-Johan Persson został dyrektorem generalnym firmy. Stefan mieszka obecnie w Sztokholmie.
Persson jest fanem Djurgårdens IF. Jest również właścicielem małej angielskiej wioski Linkenholt.